# Lac La Hache Park
Lac La Hache Park är en park i Kanada.   Den ligger i provinsen British Columbia, i den centrala delen av landet, 3 400 km väster om huvudstaden Ottawa. Lac La Hache Park ligger 806 meter över havet.
Terrängen runt Lac La Hache Park är platt åt nordväst, men åt sydost är den kuperad. Lac La Hache Park ligger nere i en dal. Trakten runt Lac La Hache Park är nära nog obefolkad, med mindre än två invånare per kvadratkilometer.. 
I omgivningarna runt Lac La Hache Park växer i huvudsak barrskog.